# Фабриано
Фабриано (итал. Fabriano) — город в центре Италии, административный центр провинции Анкона, региона Марке. Расположен в 150 км к югу от Римини. Население составляет 31,4 тыс. человек (2007).
Город расположен в долине на высоте 325 метров над уровнем моря и окружен со всех сторон Апеннинами. Находится в центральноевропейском часовом поясе, называемом по международным стандартам Central European Time (CET). Смещение относительно UTC составляет +1:00.

## История
Фабриано — очень древний город, первые признаки обитания в этих местах относятся к Римской эпохе.
В XIII веке здесь началось производство бумаги, которая обеспечила городу процветание в Средние века и стала его визитной карточкой.
В 1930 году было положено начало промышленному развитию города. Под управлением сенатора Аристиде Мерлони была открыта маленькая фабрика по изготовлению весов.
После войны предприятие продолжило развиваться. А в 60-х годах после изучения рынка было принято решение начать производство стиральных машин. В 80-х годах компания продолжила свою деятельность, всё более специализируясь на производстве электробытовых приборов. В 1984 году был пущен в строй завод по производству холодильников, а через три года — завод посудомоечных машин.
В настоящее время на заводах группы компаний Indesit (в городе расположена штаб-квартира компании) работают более 4,5 тыс. человек, а слава Фабриано распространилась далеко за границы Италии, превратив его в один из крупных центров по производству электробытовой техники в Европе.
Хорошо развит в городе и туризм.
Несмотря на скромные размеры и количество населения, Фабриано занимает первое место в Италии по уровню жизни.

## Производство бумаги в Фабриано

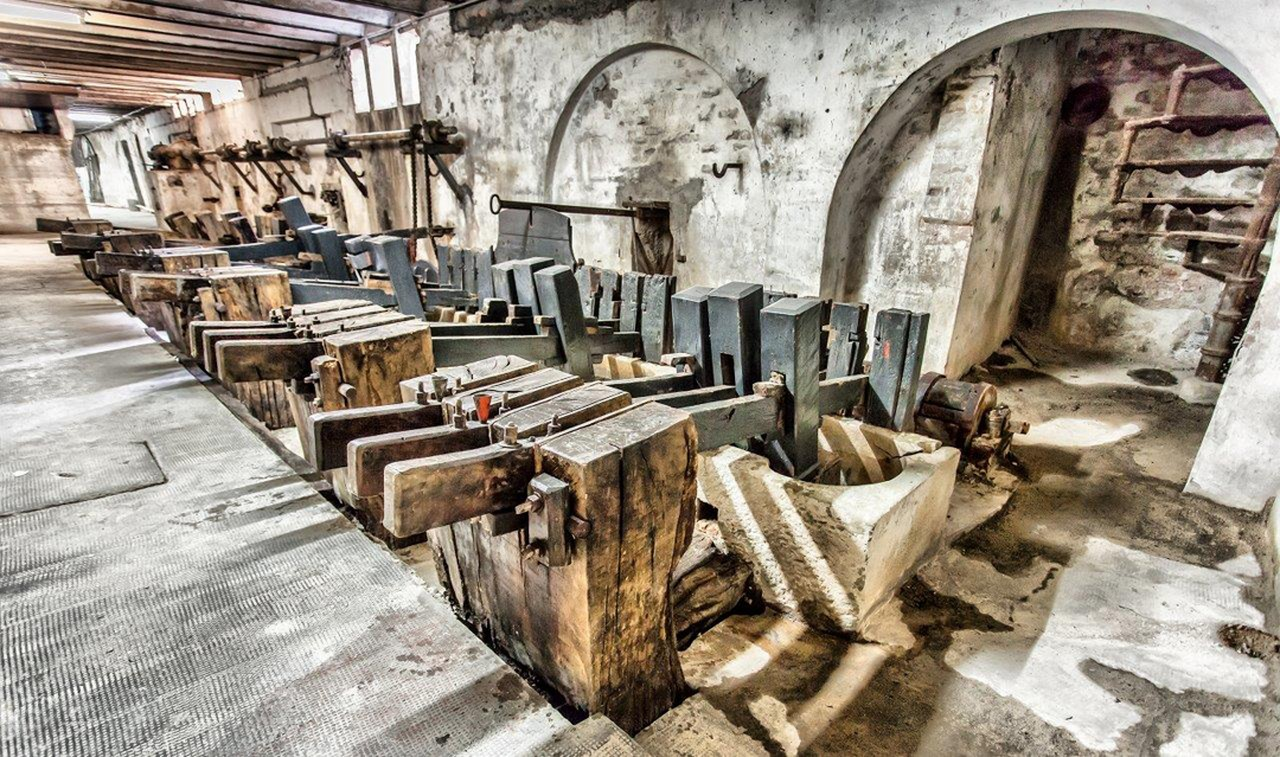
Итальянские мастера в XIII веке впервые применили молотковые мельницы, использующие поступающую по водостокам энергию воды местной реки Джано, для измельчения тряпья с целью получения бумажной массы и ручного изготовления бумажных листов высокого качества. Фабриано, 2014

В 1283 году в Фабриано была основана фабрика Мильяни. На ней стали производить бумагу, ставшую эталоном качества на многие века. В те времена хорошая бумага считалась материалом элитарным и недешевым. В городе работало сорок бумажных мельниц и продукцию из Фабриано покупали не только на территории будущей Италии, но и в ближних странах. Фабрианцы стали родоначальниками трёх крупных изобретений в изготовлении бумаги:
- во-первых, они создали копер со шпиндельной головкой, использовавший гидроэнергию, который позволил разминать сырьё не руками, а под напором воды, что привело к получению более ровного бумажного волокна;
- во-вторых, они разработали технологию обработки поверхности бумаги животным желатином вместо традиционного пшеничного крахмала, что сделало её более гладкой и стойкой к износу;
- в-третьих, они разработали технологию нанесения водяных знаков на бумагу.[1]

Своего расцвета производство бумаги в Фабриано достигло в эпоху Возрождения, когда она экспортировалась по всей юго-западной Европе, включая территории Франции и Испании. На этой бумаге рисовали такие великие художники, как Микеланджело, Гойя и Рафаэль. В том числе благодаря высокому качеству бумаги из Фабриано эти шедевры сохранились до сих пор.
В городе основан Музей бумаги и филиграней (водяных знаков), расположенный в монастыре Св. Доменика, причём это не только музей, но и производство, где до сих пор по классической старинной технологии делается качественный продукт. При этом возраст некоторых работающих станков достигает нескольких сотен лет.
В настоящее время на бумаге из Фабриано печатают евро. Поступают и частные заказы на бумагу ручного изготовления с индивидуальными водяными знаками. Серийная и мелкосерийная продукция пользуется спросом среди современных художников.

## Демография
| год       | 1861 | 1881 | 1901 | 1921 | 1931 | 1951 | 1971 | 1991 | 2001 | 2004 | 2007 |
| --------- | ---- | ---- | ---- | ---- | ---- | ---- | ---- | ---- | ---- | ---- | ---- |
| тыс. чел. | 18,4 | 19,6 | 23,1 | 27,3 | 27,7 | 28,0 | 27,3 | 28,7 | 30,0 | 30,7 | 31,4 |

## Достопримечательности
В Фабриано сохранилось много (более двух десятков) архитектурных памятников Средневековья. Здесь находится Дворец Подеста (Palazzo del Podesta), построенный из белого мрамора в 1255 году в типичном готическом стиле. А на центральной площади города находится фонтан Стуринальто (Sturinalto), построенный в 1285 году архитектором Джакопо ди Гронодоло.
Примечателен Фабриано и своими гастрономическими сокровищами. Превосходные вина, салями и трюфели известны за пределами Италии.

## Международные отношения
Города-побратимы
| Страна | Город  | Год породнения |
| ------ | ------ | -------------- |
| Россия | Липецк | 2003           |

Договор об установлении побратимских отношений с Липецком подписан 19 мая 2003 года. Но уже несколько лет Фабриано и регион Марке связывают с Липецком и тесные экономические связи. В Липецке открыты и успешно работают ряд итальянских компаний. Интерес итальянских бизнесменов обусловлен динамичным развитием этого региона России и давними дружескими отношениями.